# Amonardia tristanensis
Amonardia tristanensis är en kräftdjursart som beskrevs av Gilbert Henry Hicks 1977. Amonardia tristanensis ingår i släktet Amonardia och familjen Miraciidae. Inga underarter finns listade i Catalogue of Life.